# 維特科維奇 (別廖茲諾區)
51°3′25″N 26°45′37″E / 51.05694°N 26.76028°E
維特科維奇（烏克蘭語：Вітковичі）是位於烏克蘭西北部里夫內州裏里夫內區的村莊，始建於1583年，面積1.67平方公里，海拔高度160米，2001年人口2,078，人口密度每平方公里1,244.3人。